# アイエスケー
アイエスケー株式会社（ISK Corporation）は、大阪府大阪市西区に本社を置くボルトメーカー。

## 沿革
- 1930年10月 - 初代社長石川勝治により高圧送電線鉄塔用亜鉛鍍金ボルトの製造を開始。
- 1983年8月 - 株式会社組織として社名大阪精機工業株式会社と改称。
- 1989年12月 - アイエスケー株式会社に社名を変更
- 2001年6月 - ISベース（耐震性基礎ベース）□400まで（財）日本建築センターの評定取得。

## 事業所
- 本社：大阪府大阪市西区土佐堀1丁目4番11号　金鳥土佐堀ビル２階
- 中島工場：大阪府大阪市西淀川区中島2丁目4番140号
- 泉佐野工場：大阪府泉佐野市鶴原3丁目12番52号
- 前橋工場：群馬県前橋市総社町総社2111-3
- 東京支店：東京都港区新橋2丁目13番6号　中井ビル３階